# Мота, Омахира
Омахира Мота Гарсия (исп. Omahyra Mota García; род. 4 апреля 1984) — доминиканская топ-модель и актриса. Известна благодаря откровенному андрогинному, панковскому облику.

## Биография
Омахира родилась в Санто-Доминго, столице Доминиканской Республики, затем переехала в возрасте 10 лет с матерью, бабушкой, двумя сёстрами и братом в Нью-Йорк. Так как её мать хотела лучшей жизни и качественного образования для своих детей.
По совету матери, Омахира начала делать свои первые шаги в модельном бизнесе. Она рассылала свои фотографии в различные модельные агентства буквально каждый день. И такое упорство было вознаграждено. Моту пригласили в известное модельное агентство Boss Models в возрасте 16 лет.
Омахира Мота создала свою панк-группу OMI вместе с моделями Майяной Мурой и Изабель Ибсен. Группа, однако, просуществовала совсем недолго и распалась из-за того, что Майяна уехала на учёбу в Бразилию. Помимо этого, Омахира снялась в клипе известного хип-хоп исполнителя Jay-Z на песню «Change Clothes». Её сестра Патрисия Мота начала актёрскую карьеру, снявшись в ленте «GI Jesús», которая получила специальную награду жюри на фестивале Cinevegas в 2006 году.

### Карьера модели
Мота участвовала в показах Bill Blass, Alexander McQueen, Cynthia Steffe, Fendi, Nina Ricci, Sean John, Baby Phat, Heatherette, Jean Paul Gaultier Roca Wear, Samantha Treacy, и Jay McCarroll. Также она принимала участие в показе коллекции бренда L.A.M.B. принадлежащего Гвен Стефани во время недели моды в Нью-Йорке в 2005 году.
Она так же работала со знаменитыми фотографами Терри Ричардсоном и Эллен фон Унверт. Омахира Мота так же знаменита тем, что может демонстрировать на показах как женскую, так и мужскую одежду.
В 2001 году она вошла в список самых красивых людей по версии журнала People.

### Актёрская карьера
Омахира Мота на данный момент снялась в сравнительно небольшом количестве фильмов. Её дебют состоялся в фильме Бретта Ратнера После заката. В основном она знакома как исполнительница роли Арклайт в фильме «Люди Икс: Последняя битва».

## Фильмография
- Люди Икс: Последняя битва — в роли Арклайт
- Ганстерские войны 2 (англ. State Property 2) — в роли матери Локо
- После заката (англ. After the Sunset) — в роли девушки Мура
- Последний романтик планеты Земля (фр. Les derniers jours du monde (недоступная ссылка)) — в роли Лаэлиты